# Долежал, Мартин
Мартин Долежал (чеш. Martin Doležal; род. 3 мая 1990, Валашске-Мезиржичи, Чехословакия) — чешский футболист, нападающий клуба «Карвина» и национальной сборной Чехии.

## Карьера в сборной
Только в 28 лет 15 ноября 2018 года Мартин дебютировал за главную сборную страны, выйдя на замену в товарищеском матче против сборной Польши. Матч закончился победой Чехии со счётом 1:0.

## Статистика выступлений за сборную
| Матчи за сборную Чехии | Матчи за сборную Чехии | Матчи за сборную Чехии | Матчи за сборную Чехии | Матчи за сборную Чехии | Матчи за сборную Чехии  |
| №                      | Дата                   | Оппонент               | Счёт                   | Голы                   | Соревнование            |
| ---------------------- | ---------------------- | ---------------------- | ---------------------- | ---------------------- | ----------------------- |
| 1                      | 15 ноября 2018         | Польша                 | 1:0                    | -                      | Товарищеский матч       |
| 2                      | 19 ноября 2018         | Словакия               | 1:0                    | -                      | Лига наций 2018/19      |
| 3                      | 7 июня 2019            | Болгария               | 2:1                    | -                      | Отборочный матч ЧЕ-2020 |
| 4                      | 7 сентября 2019        | Косово                 | 1:2                    | -                      | Отборочный матч ЧЕ-2020 |
| 5                      | 17 января 2019         | Болгария               | 0:1                    | -                      | Отборочный матч ЧЕ-2020 |
| 6                      | 2 сентября 2021        | Беларусь               | 1:0                    | -                      | Отборочный матч ЧМ-2022 |

## Достижения
«Сигма»
- Обладатель Суперкубка Чехии: 2012